# Rohese
Rohese ist ein weiblicher Vorname.

## Herkunft und Bedeutung
Der Name wurde vor allem im England des Mittelalters verwendet und ist eine normannische französische Form von Hrodohaidis. Dieser ist abgeleitet von den germanischen Elementen hrod (Ruhm) und heid (Art, Sorte, Typ). Die Normannen führten ihn in den Formen Roese und Rohese nach England ein. Schon früh wurde es mit dem Wort für die duftende Blumenrose in Verbindung gebracht. Als der Name im 19. Jahrhundert wiederbelebt wurde, war er wahrscheinlich für die Blume gedacht.
Eine Variante ist Rohesia, Royse sowie Rothaid, Rosa, Rose, Rosabel, Rosabella, Rosie und Rosy.

## Bekannte Namensträgerinnen
- Rohese de Clare († 1121) (um 1060–1121), englische Adlige, Ehefrau von Eudo Dapifer
- Rohese de Clare († 1149) (um 1108–1149), englische Adlige, Ehefrau von Baderon de Monmouth
- Rohese de Clare (1252–1317), englische Adlige, Ehefrau von Roger Mowbray, 1. Baron Mowbray
- Rohese de Vere († 1166), anglonormannische Adlige
- Rohese de Verdon († 1247), anglo-irische Adlige